# Ryggebyen
Ryggebyen este o localitate din comuna Rygge și Råde, provincia Østfold, Norvegia, cu o suprafață de 1,56 km² și o populație de 2.251 locuitori (2013).